# 578
Cette page concerne l'année 578  du calendrier julien. Pour l'année 578 av. J.-C., voir 578 av. J.-C.
L'année 578 est une année commune qui commence un samedi.

## Événements
- Printemps : rupture des pourparlers de paix entre les Perses et les Byzantins. Les Perses anticipent la fin de la trêve de quarante jours[1].
- Été-automne : première campagne du général byzantin Maurice contre les Perses[1].
- 26 septembre : couronnement de Tibère II, empereur byzantin (fin de règne en 582)[2]. Pendant l'hiver, il ouvre de nouvelles négociations de paix avec les Sassanides[1].

- En Bretagne, Waroch s'empare de Vannes et impose sa domination sur le Bro-Waroch (Broërec) ; Chilpéric réagit et lève une armée en Touraine, Bessin, Maine, Anjou, Poitou. Les contingents saxons du Bessin sont battus par les Bretons sur la Vilaine, alors frontière de la Bretagne. Waroch demande la paix et obtient Vannes moyennant le versement d'un tribut annuel, garanti par son fils donné en otage. Puis il envoie à Chilpéric l'évêque Eunius de Vannes pour dénoncer le traité, et ce dernier est exilé par le roi franc[3].
- Le roi des Wisigoths Léovigild, au faîte de son pouvoir, fonde Reccopolis (Cerro de la Oliva, province de Guadalajara)[4].
- Léovigild obtient la soumission des Vascons. Une partie d'entre eux passe les Pyrénées (581)[3].
- Le duc Lombard Faroald de Spolète s'empare de Classis, le port de Ravenne. La ville est reprise par les Grecs en 584[5] ou 589[6].
- Grégoire abandonne sa fonction de préfet de Rome et devient abbé du monastère qu'il a fondé dans son palais sur le Cælius, l'une des sept collines de Rome[7].
- Le prince berbère Garmul, révolté contre les Byzantins en Maurétanie est battu et tué par le patrice Gennadius[8].
- Les Éthiopiens du royaume d'Aksoum sont définitivement chassés d'Arabie par les Perses[9]. Des flottes perses venues des ports du Yémen saccagent ceux de l’Éthiopie, qui perd ses débouchés commerciaux.

- Fondation au Japon de Kongō Gumi, la plus vieille entreprise du monde[10].

## Décès en 578
- 5 octobre : Justin II, empereur byzantin[2].